# Eparchie lidská
Eparchie Lida je eparchie běloruské pravoslavné církve nacházející se v Bělorusku.

## Území a titul biskupa
Zahrnuje správní hranice území Iŭjeckého, Lidského, Astraveckého, Ašmjanského a Smarhoňského rajónu Hrodenské oblasti.
Eparchiálnímu biskupovi náleží titul biskup lidský a smarhoňský.

## Historie
Dne 19. listopadu 2014 rozhodl Synod Běloruské pravoslavné církve o zřízení lidské eparchie.
Dne 25. prosince 2014 Svatý synod zřídil oddělením území z novogrodecké eparchie novou eparchii lidskou.

## Seznam biskupů
- od 2015 Parfiryj (Pradnjuk)